# نیروی هوایی بلغارستان
نیروی هوایی بلغارستان (بلغاری: Военновъздушни сили) نیروی هوایی زیرمجموعه نیروهای مسلح بلغارستان است، که فعالیت خود را از سال ۱۹۰۶ آغاز کرد.